# Битва при Кастрикуме
Битва при Кастрикуме (фр. Bataille de Castricum) — сражение, произошедшее в ходе Войны Второй коалиции вблизи города Кастрикум, Батавская республика, между союзническими войсками голландцев и французов и союзническими войсками британцев и русских.

## Перед сражением
Англо-русские силы численностью 32 000 человек высадились в Северной Голландии 27 августа 1799 года, захватили голландский флот в Ден-Хелдере 30 августа и город Алкмар 3 октября. После сражений при Бергене (19 сентября) и Алкмаре (2 октября, также известной как 2-й Берген) союзники попытались развить наступление, чтобы выйти на оперативный простор и открыть путь к Амстердаму.
Чтобы облегчить атаку неприятельской позиции, 6 октября герцог Иоркский решил выдвинуть свои передовые войска и занять деревни Бакум, Лиммен и Акерслот. С этою целью было приказано российскому авангарду Седморацкого наступать на деревню Бакум; генералу Аберкромби — двигаться вдоль морского берега, Дандасу — к деревням Лиммен и Акерслот.

## Ход сражения
В 8 часов утра вся линия союзных аванпостов двинулась вперед. Русский авангард, под начальством генерал-майора Седморацкого (6 батальонов, 7 орудий, всего 3100 человек), атаковал деревню Бакум, и несмотря на укрепления, вооруженные артиллерией, почти мгновенно овладел деревней. Затем подошёл вслед за отступившими французами генерала Пакто к Кастрикуму и под прикрытием артиллерии атаковал с фронта и правого фланга. Французы поспешно покинули деревню и заняли новую позицию позади неё. В это время генерал Эберкромби продвигался на Эгмонд-ан-Зее, а две британские бригады заняли Акерслот и Лиммен и остановились на оборонительной позиции.
Французский командующий генерал Брюн, заметив, что русский авангард выдвинулся вперед и не был поддержан с флангов британцами, приказал дивизии Буде контратаковать. Три часа шёл бой шести батальонов Седморацкого против одиннадцати французских. Кастрикум несколько раз переходил из рук в руки. Основные русские силы генерала Эссена вначале не знали о завязавшемся бое в Кастрикуме и опоздали с помощью.
Наконец Брюн, получив подкрепления и построив свои войска в сомкнутую колону, атаковал в штыки и с боем захватил деревню, взяв много пленных. Подошедшие три русских гренадерских батальона полковника Дубянского, оставленные в арьергарде и попытавшиеся снова отбить Кастрикум, были окружены и частично уничтожены, частично пленены.
Медленно наступавший авангард Эберкромби в это время был отбит огнем батареи французов и не смог помочь русским. Только в три часа дня Эберкромби с одной бригадой двинулся от морского берега по направлению к Бакуму.
Остатки российских войск отступили за Бакум и, заняв позицию поперек дороги, продолжили сопротивление, отбивая атаки наседающих французов. Когда, наконец, в пять часов справа появилась британская бригада, русские подразделения перешли в контратаку и отбросили французов за Бакум. Наступившая темнота и утомление войск прекратили сражение. Русские потеряли около 1100 человек, британцы — свыше 1400.

## Последствия
Неудача убедила герцога Йоркского в том, что его позиция несостоятельна. После хаотичного отступления союзников стороны подписали 10 октября Алкмарскую конвенцию. Французы позволили англичанам и русским уйти с территории Голландии, не выплачивая репараций и сохраняя захваченную добычу. В знак благодарности за то, что с честью вышел из бесславной голландской передряги, герцог презентовал Брюну несколько лошадей. К 19 ноября все британские и русские войска были посажены на корабли и отплыли в Великобританию. В годы, последовавшие за вторжением 1799 года, в Голландии были построены оборонительные линии, чтобы защитить Амстердам от будущих вторжений с севера.

## Память
В Уис мет де Когель до сих пор осталась память об этой битве в виде застрявшего в стене пушечного ядра. Различные названия небольших посёлков и улиц в этом районе Голландии также напоминают об битве, например, дюны Руссенберген и улица Дуделаан.